# Cercy-la-Tour
Cercy-la-Tour est une commune française située dans le département de la Nièvre, en région Bourgogne-Franche-Comté.

## Géographie
Cercy-la-Tour se trouve dans le sud-Nivernais, à :
- 45 km de Nevers ;
- 150 km de Dijon ;
- 160 km de Clermont-Ferrand ;
- 210 km de Lyon ;
- 285 km de Paris.

### Hydrographie
Cercy-la-Tour est parcourue par de nombreux cours d'eau :
- le canal du Nivernais ;
- l'Alène ;
- l'Aron ;
- la Canne.

### Villages, hameaux, lieux-dits, écarts
(liste non exhaustive)
- Briet, Champlevois, Coddes, Martigny...

### Climat
Pour des articles plus généraux, voir Climat de la Bourgogne-Franche-Comté et Climat de la Nièvre.
En 2010, le climat de la commune est de type climat océanique dégradé des plaines du Centre et du Nord, selon une étude du Centre national de la recherche scientifique s'appuyant sur une série de données couvrant la période 1971-2000. En 2020, Météo-France publie une typologie des climats de la France métropolitaine dans laquelle la commune est exposée à un climat océanique altéré et est dans la région climatique  Centre et contreforts nord du Massif Central, caractérisée par un air sec en été et un bon ensoleillement. 
Pour la période 1971-2000, la température annuelle moyenne est de 10,9 °C, avec une amplitude thermique annuelle de 16,3 °C. Le cumul annuel moyen de précipitations est de 866 mm, avec 12,7 jours de précipitations en janvier et 7,7 jours en juillet. Pour la période 1991-2020, la température moyenne annuelle observée sur la station météorologique de Météo-France la plus proche, « Fours », sur la commune de Fours à 8 km à vol d'oiseau, est de 11,4 °C et le cumul annuel moyen de précipitations est de 904,1 mm. 
La température maximale relevée sur cette station est de 40,8 °C, atteinte le 5 août 2003 ; la température minimale est de −13,2 °C, atteinte le 24 décembre 2001,,. 
Les paramètres climatiques de la commune ont été estimés pour le milieu du siècle (2041-2070) selon différents scénarios d'émission de gaz à effet de serre à partir des nouvelles projections climatiques de référence DRIAS-2020. Ils sont consultables sur un site dédié publié par Météo-France en novembre 2022.

## Urbanisme

### Typologie
Au 1er janvier 2024, Cercy-la-Tour est catégorisée commune rurale à habitat dispersé, selon la nouvelle grille communale de densité à sept niveaux définie par l'Insee en 2022.
Elle est située hors unité urbaine et hors attraction des villes,.

### Occupation des sols
L'occupation des sols de la commune, telle qu'elle ressort de la base de données européenne d’occupation biophysique des sols Corine Land Cover (CLC), est marquée par l'importance des territoires agricoles (65 % en 2018), une proportion sensiblement équivalente à celle de 1990 (65,3 %). La répartition détaillée en 2018 est la suivante : prairies (50,2 %), forêts (28,2 %), zones agricoles hétérogènes (14 %), zones urbanisées (4,2 %), milieux à végétation arbustive et/ou herbacée (1,1 %), zones industrielles ou commerciales et réseaux de communication (1 %), terres arables (0,8 %), eaux continentales (0,6 %). L'évolution de l’occupation des sols de la commune et de ses infrastructures peut être observée sur les différentes représentations cartographiques du territoire : la carte de Cassini (XVIIIe siècle), la carte d'état-major (1820-1866) et les cartes ou photos aériennes de l'IGN pour la période actuelle (1950 à aujourd'hui).

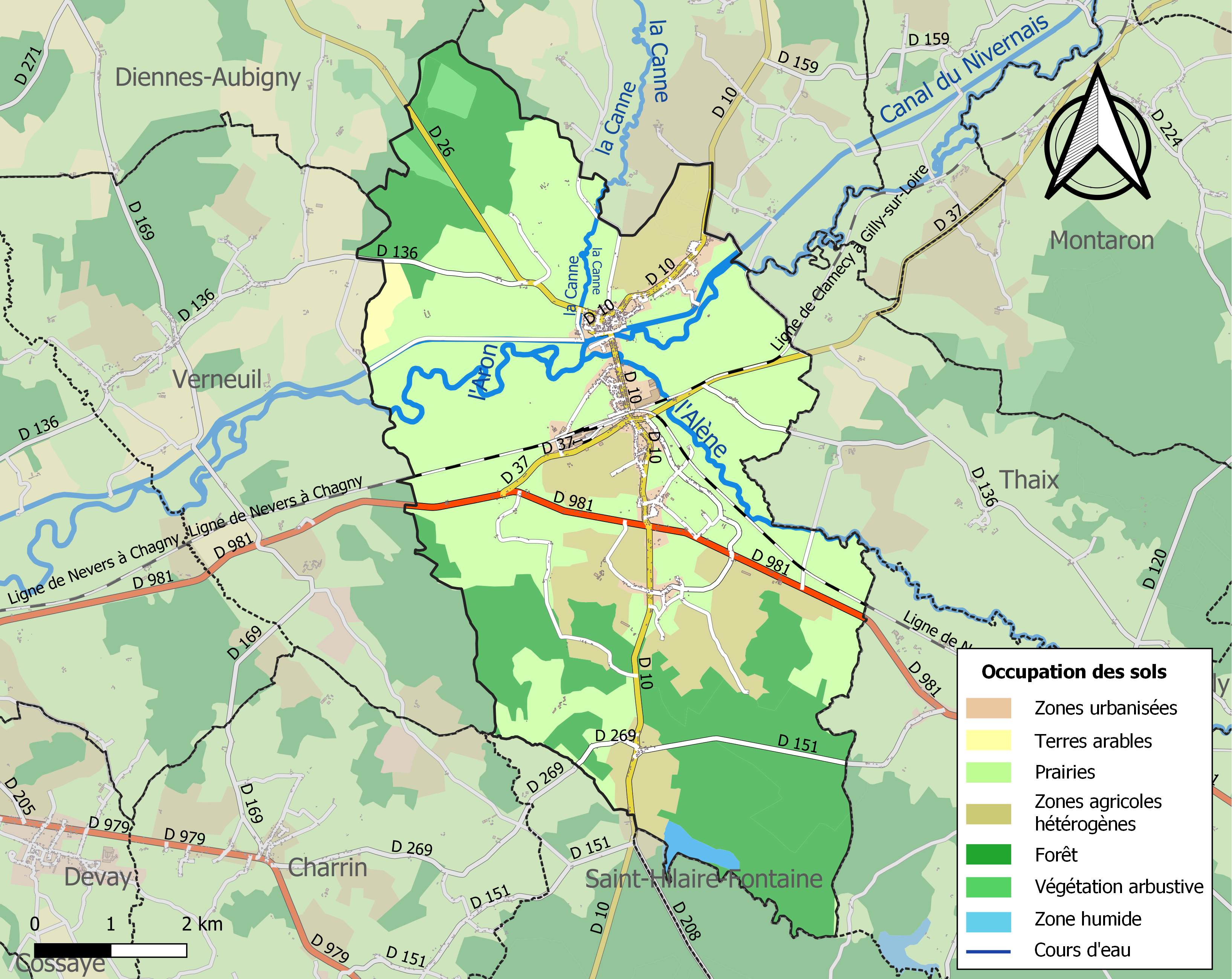
Carte des infrastructures et de l'occupation des sols de la commune en 2018 (CLC).

## Histoire
Les plus anciennes traces de civilisations connues à Cercy-la-Tour, remontent au paléolithique, (-250 000 ans, silex taillé trouvé à Champlevois), puis au néolithique (-6 000 à -4 000 ans, silex taillé découvert dans le bourg).
L'époque gallo-romaine a laissé également quelques vestiges à Cercy : voies, gué, pièces de monnaie. Cercy-la-Tour était à cette période « l'oppidum de Cerciacum » c'est-à-dire une place forte, que l'on retrouve ensuite au Moyen Âge avec une enceinte longue de 820 mètres dans laquelle s'ouvraient quatre portes :
- la porte d'Aron, qui se situait en haut de la rue d'Aron, là où aujourd'hui on trouve des escaliers ;
- la porte de Coulonges, qui se dressait à l'opposé, en bas de la rue Pasteur ;
- la porte de Bourgogne, qui avait été construite au carrefour formé par la rue Louis-Albert-Morlon et la rue des Vignes ;
- la porte de Paris, qui existait au carrefour de la rue de Bourgogne avec la rue Saint-Vallier.

La commune voisine de Coddes a été absorbée entre 1790 et 1794.
La paroisse de Coddes était le siège d'une seigneurie. En 1327, elle est la propriété du chevalier Guiot de Digoine, époux de Yoland de Boichivau. En 1314, il fait partie de la ligue des nobles qui s'élèvent contre les dérives du règne de Philippe le Bel. Il est le fils du chevalier Gui de Digoine, décédé avant 1270, seigneur de Ternant et de Nant-sous-Thil, et de Jehanne de Limanton décédée après 1328.
Son fils Jehan de Digoine quittera le Nivernais pour se fixer au Palais (paroisse de Mailly), près de Marcigny, dans le Sud du Brionnais.
On notera qu'une autre branche de la famille de Digoine s'est fixée en Nivernais : les seigneurs de Demain, en la paroisse de La Colancelle au sud de Corbigny, à 41 km (fin du XIVe), et les seigneurs de Thianges. La famille de Digoine, de la plus haute noblesse dès le Xe siècle, tient un rôle considérable dans le Charolais. 
Au cours de la période révolutionnaire de la Convention nationale (1792-1795), la commune a porté provisoirement le nom de Cercy-sur-Aron.

## Héraldique
| Armes | Les armes de Cercy-la-Tour se blasonnent ainsi : Palé d’argent et d’azur au croissant de gueules brochant le tout. Ce blason est également celui de la famille de Reugny. |

## Politique et administration

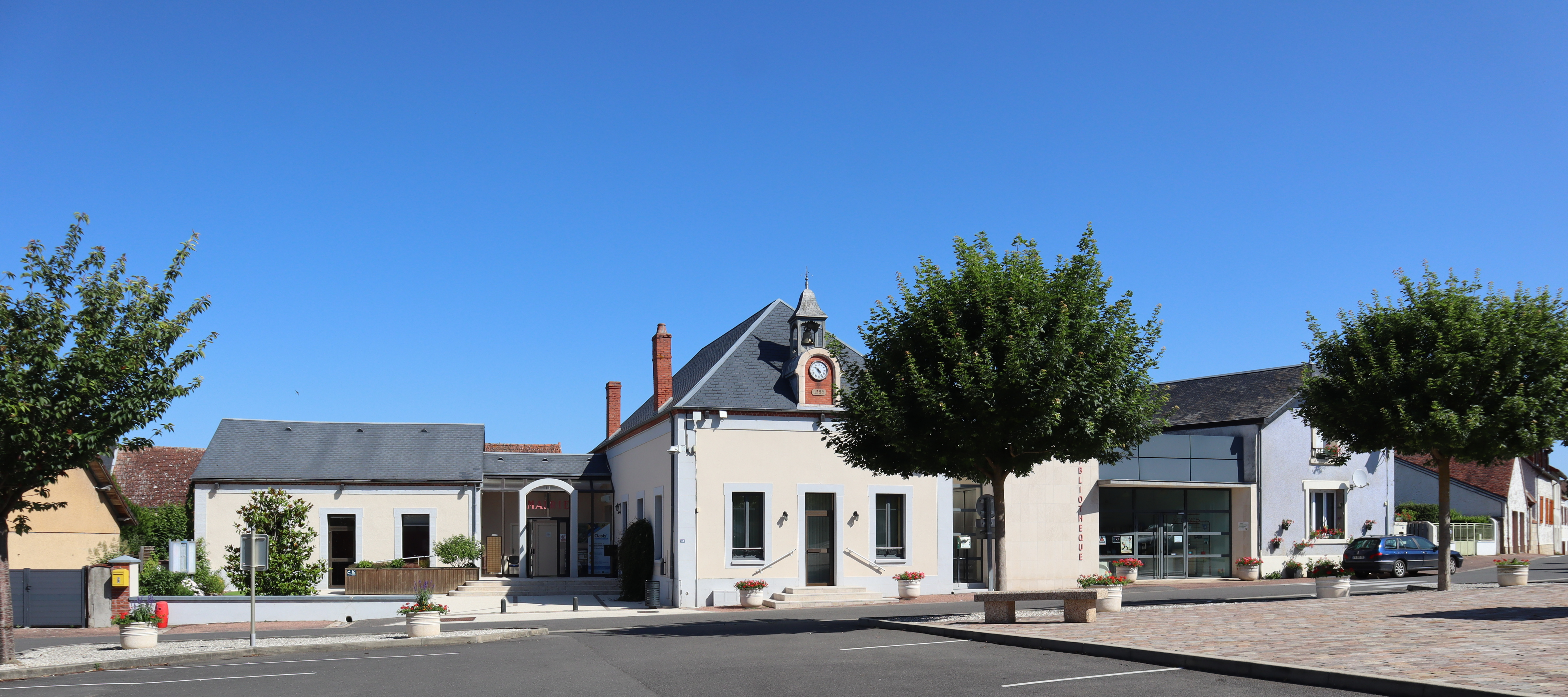
La mairie de Cercy-la-Tour.

### Liste des maires
| Période                                  | Période        | Identité            | Étiquette | Qualité            |
| ---------------------------------------- | -------------- | ------------------- | --------- | ------------------ |
| mars 2014                                | en cours       | Sébastien Descreaux | SE-DVD    |                    |
| juin 1979                                | mars 2014      | Gérard Genty        | PS        | Conseiller général |
| mars 1971                                | mai 1979       | Pierre Charleuf     | PS        | Conseiller général |
| mars 1965                                | mars 1971      | J. Ligonie          |           |                    |
| février 1958                             | mars 1965      | A. Terrier          |           |                    |
| mai 1953                                 | février 1958   | Louis Coudant       | UDSR      | Conseiller général |
| octobre 1947                             | mai 1953       | G. Millet           |           |                    |
| octobre 1944                             | octobre 1947   | A. Lambert          |           |                    |
| mai 1929                                 | octobre 1944   | L. Lepas            |           |                    |
| 1914                                     | 1918           | A. Simon            |           |                    |
| mai 1912                                 | mai 1929       | C. Jault            |           |                    |
| mai 1908                                 | mai 1912       | A. Pion             |           |                    |
| mai 1904                                 | mai 1908       | L. Laudel           |           |                    |
| octobre 1876                             | mai 1904       | L. Loriot           |           |                    |
| mai 1876                                 | octobre 1876   | J. Blondeau         |           |                    |
| août 1874                                | mai 1876       | A. Choumery         |           |                    |
| février 1874                             | août 1874      | J. Anceau           |           |                    |
| juin 1872                                | février 1874   | V. Brierre          |           |                    |
| septembre 1870                           | juin 1872      | H. Hanoteau         |           |                    |
| janvier 1855                             | septembre 1870 | J. Anceau           |           |                    |
| août 1848                                | janvier 1855   | Dr Danfossy         |           |                    |
| mars 1846                                | août 1848      | G. Thévenet         |           |                    |
| octobre 1842                             | mars 1846      | J.-M. Jaubert       |           |                    |
| novembre 1840                            | octobre 1842   | P. Lefort           |           |                    |
| juin 1836                                | novembre 1840  | J.-M. Quoy          |           |                    |
| août 1830                                | juin 1836      | J. Massin           |           |                    |
| mars 1823                                | août 1830      | J.-CH. Lault        |           |                    |
| mai 1816                                 | mars 1823      | J.-CH. Lault        |           |                    |
| janvier 1803                             | mai 1816       | J.-M. Charpin       |           |                    |
| avril 1801                               | janvier 1803   | L. Cartelat         |           |                    |
| juin 1800                                | avril 1801     | J. Lault            |           |                    |
| avril 1797                               | juin 1800      | P. Charpin          |           |                    |
| novembre 1795                            | avril 1797     | P. Godin            |           |                    |
| mai 1795                                 | novembre 1795  | G. Michaux          |           |                    |
| mai 1794                                 | mai 1975       | J.-B. Thévenet      |           |                    |
| mai 1793                                 | mars 1794      | L. Cartelat         |           |                    |
| janvier 1793                             | mai 1793       | J. Lault            |           |                    |
| Les données manquantes sont à compléter. |                |                     |           |                    |

### Jumelages
| Ville | Ville     | Pays | Pays      | Période     |
| ----- | --------- | ---- | --------- | ----------- |
|       | Vallendar |      | Allemagne | depuis 1978 |

## Démographie
L'évolution du nombre d'habitants est connue à travers les recensements de la population effectués dans la commune depuis 1793. Pour les communes de moins de 10 000 habitants, une enquête de recensement portant sur toute la population est réalisée tous les cinq ans, les populations de référence des années intermédiaires étant quant à elles estimées par interpolation ou extrapolation. Pour la commune, le premier recensement exhaustif entrant dans le cadre du nouveau dispositif a été réalisé en 2005.

En 2022, la commune comptait 1 683 habitants, en évolution de −4,54 % par rapport à 2016 (Nièvre : −3,28 %, France hors Mayotte : +2,11 %).
| 1793 | 1800  | 1806 | 1821  | 1831  | 1836  | 1841  | 1846  | 1851  |
| ---- | ----- | ---- | ----- | ----- | ----- | ----- | ----- | ----- |
| 869  | 1 502 | 960  | 1 332 | 1 305 | 1 546 | 1 558 | 1 580 | 1 576 |

| 1856  | 1861  | 1866  | 1872  | 1876  | 1881  | 1886  | 1891  | 1896  |
| ----- | ----- | ----- | ----- | ----- | ----- | ----- | ----- | ----- |
| 1 527 | 1 647 | 1 967 | 2 201 | 2 373 | 2 559 | 2 356 | 2 435 | 2 392 |

| 1901  | 1906  | 1911  | 1921  | 1926  | 1931  | 1936  | 1946  | 1954  |
| ----- | ----- | ----- | ----- | ----- | ----- | ----- | ----- | ----- |
| 2 443 | 2 532 | 2 353 | 2 206 | 2 257 | 2 104 | 2 114 | 2 090 | 2 046 |

| 1962  | 1968  | 1975  | 1982  | 1990  | 1999  | 2005  | 2006  | 2010  |
| ----- | ----- | ----- | ----- | ----- | ----- | ----- | ----- | ----- |
| 2 150 | 2 209 | 2 320 | 2 372 | 2 258 | 2 108 | 2 091 | 2 074 | 1 952 |

| 2015  | 2020  | 2022  | - | - | - | - | - | - |
| ----- | ----- | ----- | - | - | - | - | - | - |
| 1 772 | 1 697 | 1 683 | - | - | - | - | - | - |

## Lieux et monuments
Religieux

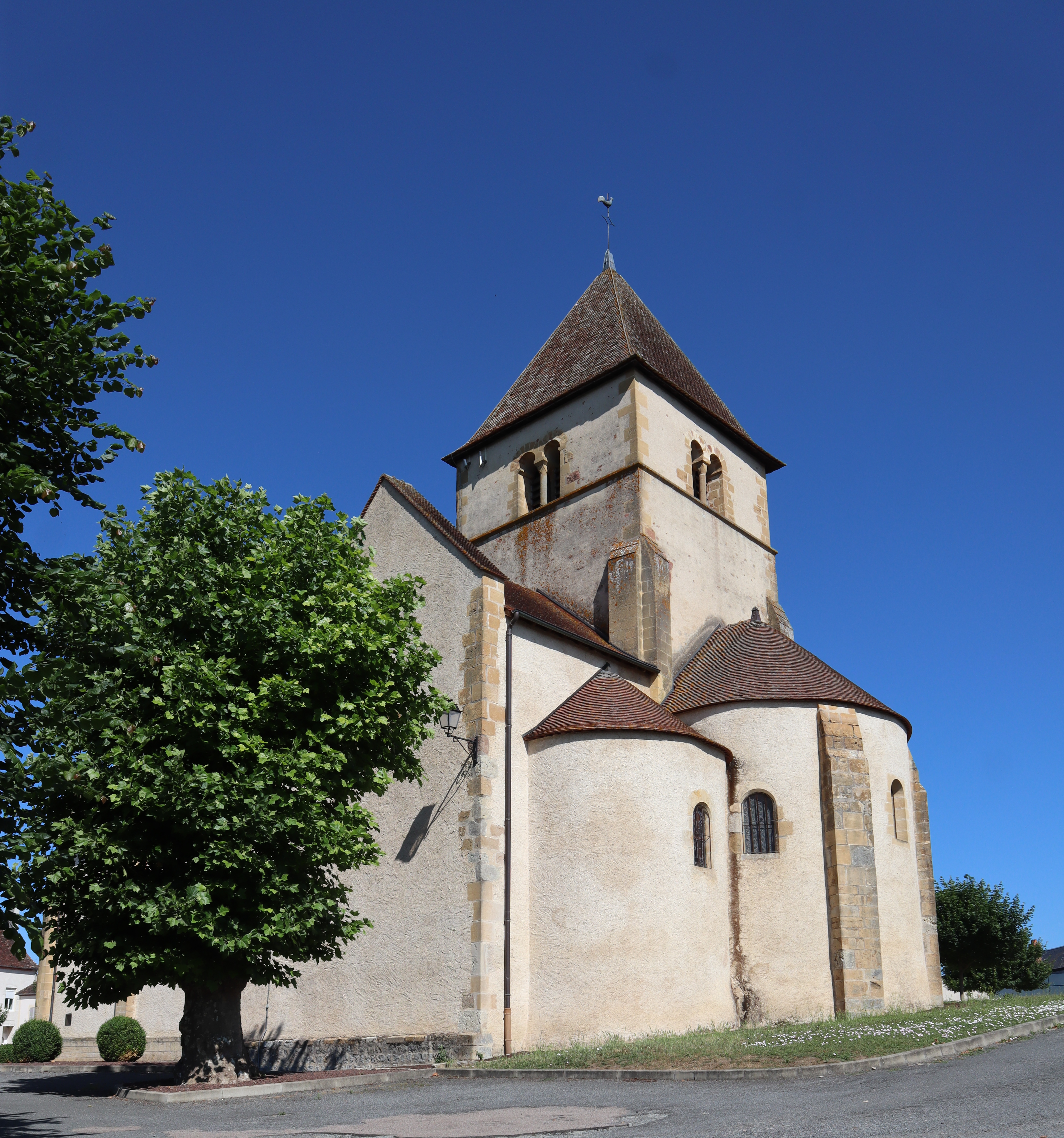
Chevet de l'église Saint-Pierre.

- Église Saint-Pierre de Cercy-la-Tour, placée sous le vocable de Saint-Pierre. Elle a vraisemblablement été construite à la fin du XIe ou au début du XIIe siècle.
- Statue de Notre-Dame du Nivernais :

réalisée en béton de 6 mètres de haut qui fut installée au sommet de la Tour de Cercy en 1958. Cette réalisation est due à la volonté de l'abbé Maldent qui voulait ainsi célébrer le centenaire des apparitions de Lourdes. Elle fut conçue par l'architecte de Decize M. Cristo et réalisée par le sculpteur parisien Poutriquet qui fut assisté de deux autres artistes M. Tuduri sculpteur-décorateur et M. Fouche tailleur de pierre. Comme le béton avec le temps se désagrégeait, elle fut remplacée par une statue en pierre calcaire de Lens que sculpta Joël Dasvin, sculpteur à Chaulgnes et fut inaugurée le 15 août 2008.
Civils et naturels
- Château de Briffault

Ancien rendez-vous de chasse des Mazarin, ducs du Nivernais, le château de Briffault date des XVIIe et XVIIIe siècles. Il a été remanié au XIXe siècle pour devenir une belle demeure de plan rectangulaire d'un étage carré avec des combles aménagés et percés de lucarnes. Une tourelle octogonale en pierre située au bout du bâtiment abrite un escalier tournant. Dans le parc se trouve une petite chapelle (du XIXe siècle) de plan rectangulaire avec une absidiole en cul-de-four.
À l'origine, sur les terres du château se trouvaient également une forge et un fourneau, rapidement transformés en usine métallurgique confisquée à la Révolution. Le fourneau et la forge ont cessé de fonctionner entre 1830 et 1840 et les anciens bâtiments de forge sont devenus une ferme.
- Château de Champlevois :

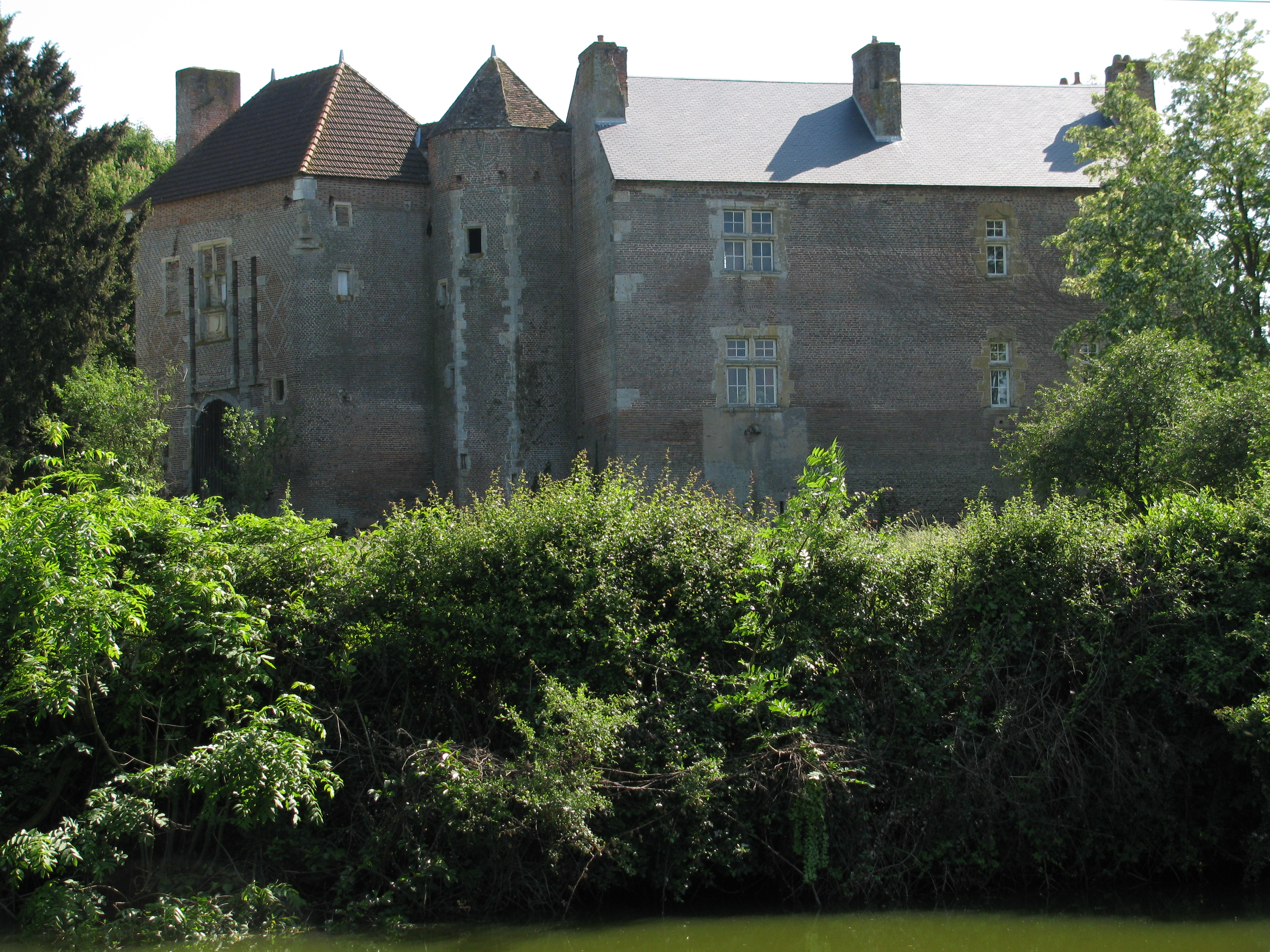
Maison forte de Champlevois.

Une maison forte est mentionnée à Champlevois dès 1256. On sait qu'au début du XIVe siècle elle appartenait à Guillaume de la Perrière. Ruinée, elle fut remaniée vers 1475 pour Jean de Ferrières et au début du XVIe siècle pour son petit-fils. On peut y voir un blason avec des armoiries qui n'ont pas été identifiées.

## Personnalités liées à la commune
- Antoine-Sylvestre Receveur, (1750-1804), prêtre, fondateur de la communauté des sœurs de la Retraite Chrétienne.
- Hector Hanoteau (1823-1890), artiste peintre, fut également maire de la commune de septembre 1870 à juin 1872 ; il y est décédé.
- Louis-Albert Morlon (1846-1920), magistrat, bibliophile et érudit, qui a pris sa retraite à Cercy-la-Tour.
- Charles Antonin (1888-1967), né dans la commune, président de la Fédération française de cyclotourisme (novembre 1942 - décembre 1944 et mai 1945 - février 1949), rédacteur en chef du mensuel Le Cycliste de 1946 à 1967.